# Tầng 3 (kỷ Cambri)
| Hệ/ Kỷ                                                                                   | Thống/ Thế                       | Bậc/ Kỳ                          | Tuổi (Ma) | Tuổi (Ma) |
| ---------------------------------------------------------------------------------------- | -------------------------------- | -------------------------------- | --------- | --------- |
| Ordovic                                                                                  | Dưới/Sớm                         | Tremadoc                         | trẻ hơn   | trẻ hơn   |
| Cambri                                                                                   | Phù Dung                         | Tầng 10                          | 485.4     | ~489.5    |
| Cambri                                                                                   | Phù Dung                         | Giang Sơn                        | ~489.5    | ~494      |
| Cambri                                                                                   | Phù Dung                         | Bài Bích                         | ~494      | ~497      |
| Cambri                                                                                   | Miêu Lĩnh                        | Cổ Trượng                        | ~497      | ~500.5    |
| Cambri                                                                                   | Miêu Lĩnh                        | Drum                             | ~500.5    | ~504.5    |
| Cambri                                                                                   | Miêu Lĩnh                        | Ô Lựu                            | ~504.5    | ~509      |
| Cambri                                                                                   | Thống 2                          | Tầng 4                           | ~509      | ~514      |
| Cambri                                                                                   | Thống 2                          | Tầng 3                           | ~514      | ~521      |
| Cambri                                                                                   | Terreneuve                       | Tầng 2                           | ~521      | ~529      |
| Cambri                                                                                   | Terreneuve                       | Fortune                          | ~529      | 541.0     |
| Ediacara                                                                                 | không xác định tầng động vật nào | không xác định tầng động vật nào | già hơn   | già hơn   |
| Phân chia kỷ Cambri theo ICS năm 2018. Các giai đoạn in nghiêng không có tên chính thức. |                                  |                                  |           |           |

Tầng 3 là tên gọi không chính thức của tầng thứ 3 thuộc kỷ Cambri. Nó tiếp sau tầng 2 và đứng trước tầng 4, mặc dù cả đỉnh và đáy của nó đều chưa được xác định rõ ràng. Đáy của nó được xác định một cách không chắc chắn là điểm bọ ba thùy xuất hiện lần đầu tiên có niên đại vào khoảng ~521 triệu năm trưỡc. Đỉnh của tầng 3 và đáy của tầng 4 được xác định chưa chính thức là điểm xuất hiện đầu tiên của chi bọ ba thùy Olenellus hoặc Redlichia vào khoảng ~514 triệu năm trước.

## Tên gọi
Ủy ban quốc tế về địa tầng vẫn chưa có tên chính thức cho tầng 3 của kỷ Cambri. Thỉnh thoảng nó được gọi là  "tầng Atdaban" cái tên này được các nhà địa chất làm việc tại Siberia sử dụng.

## Sinh địa tầng
Loài bọ ba thùy Lemdadella được biết đến nhất xuất hiện vào thời điểm bắt đầu của đới Fallotaspis.